# Адамув (Стараховицький повіт)
Адамув (пол. Adamów) — село в Польщі, у гміні Броди Стараховицького повіту Свентокшиського воєводства.
Населення — 944 особи (2011).
У 1975-1998 роках село належало до Келецького воєводства.

## Демографія
Демографічна структура на день 31 березня 2011 року:
|          | Загалом | Допрацездатний вік | Працездатний вік | Постпрацездатний вік |
| -------- | ------- | ------------------ | ---------------- | -------------------- |
| Чоловіки | 461     | 100                | 317              | 44                   |
| Жінки    | 483     | 109                | 263              | 111                  |
| Разом    | 944     | 209                | 580              | 155                  |